# 井上啓次郎
井上 啓次郎（いのうえ けいじろう、1911年1月30日 - 1989年4月16日）は、日本の科学技術官僚、工学博士。第4代科学技術事務次官。第6代日本科学技術連盟理事長。

## 人物・経歴
三重県出身。1936年東京工業大学（のちの東京科学大学）電気化学科卒業。1954年「活性炭の製造並びに性状に関する研究」により東京工業大学工学博士の学位を取得。
技術院参技官、科学技術庁原子力局科学調査官、科学技術庁原子力局次長等を経て、1962年科学技術庁資源局長。1963年に日本原子力船開発事業団が設立されると、原子炉担当理事に就任し、むつの基本設計を行った。
1964年から1968年まで科学技術事務次官を務め、東海再処理施設の建設問題への対応を行うなどした。退官後、1969年日本科学技術連盟専務理事。1970年日本科学技術連盟理事長。
1981年日本原子力船研究開発事業団理事長。1983年宇宙開発委員会委員。未踏科学技術協会副理事長等も務めた。1986年勲二等旭日重光章受章。1989年、心筋梗塞のため死去し、正四位に叙された。
また未踏科学技術協会内に科学技術政策史研究会を設立し、死後1990年に『日本の科学技術政策史』が刊行された。

## 著書
- 『石油から生れたわたしは合成紙』日刊工業新聞社 1969年
- 『特許戦略実用便覧』ラテイス 1974年
- 『データの図典』ラテイス 1980年
- 『原子力船｢むつ｣ : 開発記録』東洋社 1986年
- 『技術新天地を行く : 井上啓次郎自叙伝』未踏科学技術協会 1992年

## 脚註
1. 1 2 3  『現代物故者事典 1988～1990』（日外アソシエーツ、1993年）p.80
2. ↑  「東京工業大学百年記念館設立30年記念誌」東京工業大学
3. ↑  東京工業大学 , 工学博士 , [報告番号不明] , 1954-12-23
4. ↑  雑誌『科学主義工業』執筆者一覧（ア行）立命館大学
5. ↑  ジュネーブ会議論文選考委員会原子力委員会
6. ↑  官報昭和37年本紙第10809号 831頁
7. 1 2  随感原子力委員会
8. ↑  「歴代文部科学事務次官」文部科学省
9. ↑  原子力産業新聞昭和43年11月7日一般社団法人 日本原子力産業協会
10. ↑  「創立 70 周年 20067年～2015年の日科技連 0記念史」日本科学技術連盟
11. ↑  F本会議の審議概要 -]参議院
12. ↑  10501 井上啓次郎共同通信
13. ↑  原子力産業新聞昭和61年11月6日一般社団法人 日本原子力産業協会
14. ↑  官報平成1年本紙第93号 8頁
15. ↑  科学技術庁科学技術政策研究所, 菊池博之, 平野千博『科学技術政策用語英訳集』科学技術庁科学技術政策研究所〈科学技術政策研究所調査研究資料〉、1991年。CRID 1130000795284186624。hdl:11035/766。